# Laetia corymbulosa
Laetia corymbulosa Spruce ex Benth. – gatunek roślin z rodziny wierzbowatych (Salicaceae Mirb.). Występuje naturalnie w Kolumbii, Peru, Boliwii oraz Brazylii (w stanach Acre, Amazonas, Amapá i Pará). 

## Morfologia
PokrójZimozielone drzewo.
LiścieMają podłużnie eliptyczny kształt. Mierzą 5–9 cm długości i 2,5–4 cm szerokości. Nasada liścia jest prawie sercowata. Liść na brzegu jest piłkowany. Wierzchołek jest spiczasty. Ogonek liściowy jest nagi i dorasta do 4–7 cm długości.